# Матросовка (Херсонская область)
Матросовка (укр. Матросівка) — посёлок в Тягинской сельской общине Бериславского района Херсонской области Украины. 
В 2022 году, во время вторжения России в Украину, посёлок был захвачен. Освобождён в ноябре 2022 года в ходе контрнаступления ВСУ в Херсонской области.
Почтовый индекс — 74323. Телефонный код — 5546. Код КОАТУУ — 6520680603.

## Население
Население по переписи 2001 года составляло 93 человека.

### Языковой состав
Родной язык населения по данным переписи 2001 года:
| Язык        | Численность, чел. | Доля     |
| ----------- | ----------------- | -------- |
| Украинский  | 79                | 84,95 %  |
| Русский     | 12                | 12,90 %  |
| Белорусский | 2                 | 2,15 %   |
| Итого       | 93                | 100,00 % |

## Местный совет
74323, Херсонская обл., Бериславский р-н, с. Высокое, ул. Широкая, 2